# Amöneburg (Berg)
Die Amöneburg ist ein etwa 365 m hoher Basaltkegel(stumpf) und Singularität des nach ihr benannten, ansonsten flachwelligen Amöneburger Beckens im Osten des Landkreises Marburg-Biedenkopf, Mittelhessen. Sie ist Teil des Geoparks Vulkanregion Vogelsberg. Auf ihrem Gipfel liegt die Altstadt Amöneburgs, an ihrem Südosthang und -fuß liegt die restliche Kernstadt. Während nur ein kleinerer Teil der rund 1500 Einwohner der Kernstadt auf dem Gipfelplateau wohnt, werden an der dortigen Stiftsschule St. Johann 800  Schülerinnen und Schüler von rund 70 Lehrkräften unterrichtet. Unmittelbar im Gipfelbereich liegen die Burg Amöneburg und die Pfarrkirche St. Johannes der Täufer. Ringförmig um die Altstadt und von dort nach Süden zur Wenigenburg (317 m) zieht sich das Naturschutzgebiet Amöneburg.

## Lage
Die Amöneburg liegt im gleichnamigen Stadtgebiet etwa 2,7 km südlich der Innenstadt von Kirchhain und etwa 11 km ostsüdöstlich von Marburg. 2,7 km westnordwestlich liegt Kleinseelheim (zu Kirchhain), die Stadtteile Roßdorf (Südsüdwesten) und Mardorf (Süden) sind rund 3,5 km entfernt, der Stadtteil Rüdigheim liegt 2,8 km südöstlich; die Brücker Mühle liegt nur 1,1 km südsüdöstlich des Gipfels und rund 170 m tiefer an der Ohm.

## Dominanz und Prominenz
Die Amöneburg ist zwar weithin der markanteste Berg, jedoch sind die Randhöhenzüge des Amöneburger Beckens alle noch etwas höher. Die Dominanz des Bergs beträgt etwa 6,6 km; in dieser Entfernung nach Süden wird am Vorderen Vogelsberg, an den nördlichen Vorhöhen der Mardorfer Kuppe (406,8 m) seine Höhe überschritten. In Richtung Norden muss man sich hingegen rund 8,2 km entfernen, um am Burgholz (379 m) im Südwesten der Gilserberger Höhen diese Höhe zu überschreiten, ähnlich weit ist die Dominanz nach Westen zu den Lahnbergen (bis gut 380 m).
Die Prominenz der Amöneburg beträgt rund 157 m, die Scharte auf dem Weg zum Sennberg (383 m) im Vorderen Vogelsberg oder  zu Stempel (365,4 m) und Lichtem Küppel (368,3 m) in den südlicheren Lahnbergen liegt nah dem Abzweig nach Kleinseelheim von der Landesstraße  3048 Roßdorf–Kirchhain auf rund 208 m.

## Topographie
Die Amöneburg nimmt orographisch, d. h. um die umgebenden ebenen Straßen und im Süden bis zum Rulfbachtal (LSG Auenverband Lahn-Ohm), eine Fläche von 6,1 km² ein. Wird sie, wie von Gerhard Sandner als „Singularität“ abgegrenzt, in etwa durch die Höhenlinie auf 210 m ü. NHN abgegrenzt, verbleiben 4,5 km² eine Abgrenzung auf etwa 240 m über Kesselgasse, Steinweg abwärts, Dr.-Josef-Gutmann-Straße, Weihersborn und dessen Verlängerung über Feldwege und um den Weiler Lindenau herum nähme 1,66 km² ein, der komplett singuläre Teil mit Naturschutzgebiet und der dadurch eingeschlossenen Oberstadt nimmt 0,42 km² ein (davon 0,31 NSG).
Die Hänge sind ausgesprochen steil. Die von Osten kommende Erschließungsstraße Am Bahnhof / Steinweg steigt auf 880 Metern Länge von 205 m auf 280 m ü. NHN, was einer durchschnittlichen Steigung von 8,5 % entspricht. Etwas weniger steil ist die untere Südflanke, die an der ebenfalls geraden Kreisstraße aus Mardorf in 410 Metern von 205 m auf 230 m ansteigt (durchschnittlich 6 %), um erst auf den folgenden 590 waagerechten Metern auf den verlängernden Straßen Am kleinen Born und Mardorfer Gasse bis zur Höhenlinie auf 280 m wieder durchschnittlich 8,5 % zu erreichen. Noch weniger Steil ist der untere Südwesthang, wo an der Kreisstraße von Roßdorf zwischen der 205er und der 230er Höhenlinie 850 waagerechte Meter liegen (durchschnittlich 3 %), bis dann der Steilhang des NSG erreicht wird. Ähnlich ist auch der Anstieg am Flugplatz Amöneburg, während an der nicht ganz senkrecht zu den Höhenlinien verlaufenden Kreisstraße von Kirchhain unterhalb der Serpentinen zwischen der 205er und der 280er Linie 990 waagerechte Meter, entsprechend 7,5 %, liegen.

## Geologie

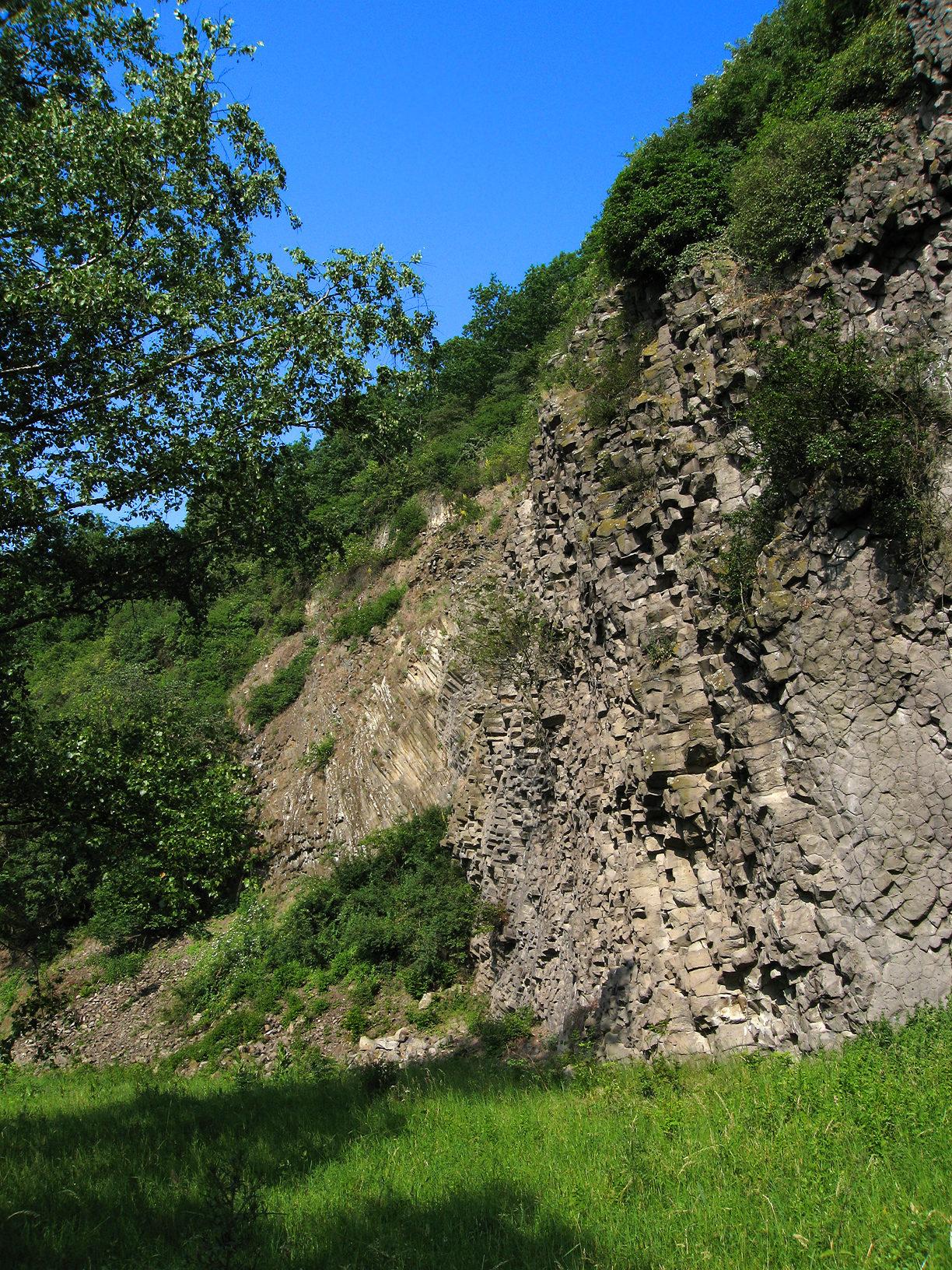
Aufschluss mit typisch säulig geklüftetem „Basalt“

Die Amöneburg gilt als der nordwestlichste geomorphologisch in Erscheinung tretende Ausläufer des Vogelsberg-Vulkanismus. Das basaltoide Gestein der Amöneburg repräsentiert den Förderschlot eines tief erodierten, miozänzeitlichen Vulkans. Teilweise kommen Tuffe in der Schlotfüllung vor, was darauf schließen lässt, dass der „Amöneburg-Vulkan“ zumindest hin und wieder einen explosiven Charakter hatte. Die jüngsten von dem Schlot durchschlagenen Ablagerungen finden sich im Umland des Berges. Es handelt sich dabei um Tone, Schluffe und Sand(stein)e der tertiärzeitlichen Hessischen Senke, die im Zeitraum vom Ober-Eozän (Priabonium) bis zum Unter-Oligozän (Rupelium) abgelagert wurden. Diese Ablagerungen sind allerdings größtenteils von mehrere Meter mächtigem pleistozänem Löss überdeckt. Das Tertiär und nicht selten auch direkt das Quartär lagern wiederum Schichten des Buntsandsteins auf (erbohrt in mindestens ca. 10 Metern Teufe), die weiter westlich und nördlich in den Lahnbergen und dem Burgwald großflächig zutage treten.
An den oft steilen Hängen finden sich zahlreiche Aufschlüsse des basaltoiden Vulkangesteins. Besonders markant und formenreich sind die Basaltsäulen am Bilstein am Osthang. Optisch eindrucksvoll zeigen sie sich strahlenförmig nach außen angeordnet. Wegen der Ähnlichkeit zur Stellung der Holzstücke in einem Holzkohlemeiler wird diese Anordnung der Säulen als Meilerstellung bezeichnet. Da Basaltsäulen stets senkrecht zur Abkühlungsrichtung abkühlen, muss gefolgert werden, dass hier ein Schlot vorhanden war.

## Lage des Geotops
Das Geotop auf der Ostseite des Berges befindet sich direkt an der Straße K 30, die zur Oberstadt von Amöneburg führt. Am Aufschluss führt der Naturpfad im Naturschutzgebiet „Amöneburg“ entlang. Der Hessenradfernweg 6 führt in der Nähe des Ortes Amöneburg vorbei.

## Naturschutzgebiet
Das Naturschutzgebiet Amöneburg wurde bereits am 16. Juni 1927 ausgewiesen und ist damit laut der Stadt Amöneburg das älteste Naturschutzgebiet Hessens, allerdings ist das NSG Teufelsloch und Almosenwiese bei Steinau an der Straße im Main-Kinzig-Kreis noch gut drei Jahre älter. Das Gebiet ist seit 2004 flächengleich auch als FFH-Gebiet ausgewiesen.
Das NSG hatte ursprünglich eine Fläche von 27 ha und war zweiteilig, heute ist es mit 32,09 ha  nur minimal größer und zusammenhängend, jedoch nicht einfach zusammenhängend, da die nicht geschützte Altstadt es zu einem Ring macht, von dem aus eine deutliche Nase nach Süden zur Wenigenburg reicht. Die Grünflächen werden seit 2008 extensiv mit Ziegen beweidet, um eine typische Magerrasenflora zu erreichen, die insbesondere seltene Schmetterlingsarten fördert.
An seltenen Pflanzen finden sich insbesondere Kleinblütige Rose (s. Hundsrosen), Streifen- und Hasen-Klee, Trespen-Federschwingel (s. Schwingel), Schwielen-Löwenzahn (s. Löwenzahn), Tausendgüldenkraut, Heide-Nelke und Knöllchen-Steinbrech, Gewöhnliches Filzkraut, Silber-Fingerkraut, Reiherschnabel und Natternkopf.
Seltene Insekten im NSG sind insbesondere die Schmetterlinge  Schwalbenschwanz, Goldene Acht, Mauerfuchs, Kleiner Würfel-Dickkopffalter und Mattscheckiger Braun-Dickkopffalter sowie die Westliche Beißschrecke. An seltenen Vögeln finden sich insbesondere Rebhuhn, Wendehals, Grauspecht, Baumfalke, Rotmilan, Steinkauz, Schleiereule, Neuntöter und Steinschmätzer.
Derzeit (2020) finden sich noch zahlreiche Robinien im Bereich des NSG, die zum Teil als Alleebäume am Rundweg angepflanzt worden waren. Da sie eigentlich nicht heimisch sind, wird ihre Verjüngung durch Wurzelableger und Keimlinge von Hand unterbunden.

## Infrastruktur
Die Kreisstraße 30 führt von der abschnittsweise autobahnähnlichen Bundesstraße 62 Marburg–Kirchhain im Norden direkt auf den Berg und an der Südostseite in Richtung Brücker Mühle wieder herunter, wo z. B. die Landesstraße in Richtung Homberg (Ohm) erreicht werden kann. Jedoch führt sie in der Altstadt durch relativ enge Gassen, weshalb die regelmäßig 13 Busse, die die Schüler zur Stiftsschule und zurück karren, in genau koordinierten Schichten zu je 3 Bussen nur jeweils von Norden kommend eine Schleife durch die Altstadt fahren und sich in Richtung Norden wieder entfernen.
Nördlich unmittelbar vor der Stadtmauer befinden sich Parkplätze am „Kuhberg“ in Hanglage, von denen aus der Berg umwandert werden kann. An Elternsprechtagen der Stiftsschule wird regelmäßig die Festwiese westlich der Burgruine zum Parken freigegeben.

## Aussicht
Die Amöneburg bietet eine weite Aussicht in alle Richtungen, jedoch gibt es keinen Punkt mit 360° oder auch nur 180° Rundumsicht. Bei einer Wanderung um den Gipfel im Gegenuhrzeigersinn, beginnend im Norden, stechen insbesondere hervor (siehe Udeuschle unter #Weblinks):
| - Rothaargebirge - Bollerberg (758 m; 45,8 km) - Ziegenhelle (816 m; 44,9 km) - Kohlenberg (582 m; 29,9 km) - Sackpfeife (674 m; 32,2 km) - Gladenbacher Bergland hinter den Lahnbergen - Rimberg (497 m; 21,2 km) - Angelburg (609 m; 34,7 km) - Hemmerich im Höhenzug Zollbuche (470 m; 26,3 km) - Frauenberg (379 m; 10,4 km) - Dünsberg (498 m; 29,0 km) | - Mardorfer Kuppe im Vorderen Vogelsberg (407 m; 7,4 km) - Vogelsberg (bis 773 m; 38,3 km) - Rimberg (592 m; 38,3 km) - Knüll (bis 636 m; 37,6 km) - Kellerwald hinter dem Burgholz (379 m; 8,3 km) - Wüstegarten (675 m; 26,9 km) - Jeust (585 m; 22,9 km) - Hohes Lohr (657 m; 26,3 km) |

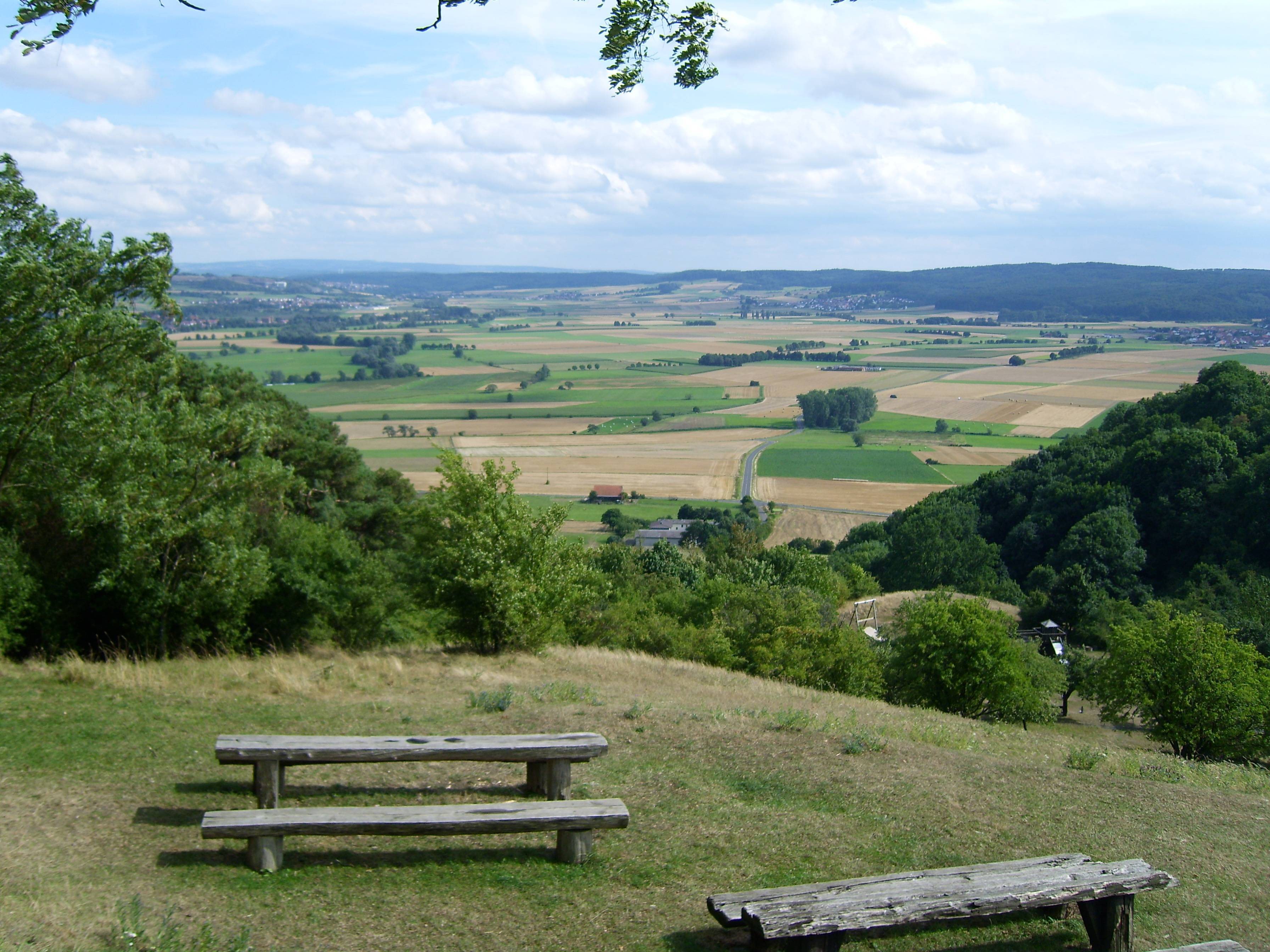
Vogelsberg und Mardorfer Kuppe Basaltw. N.-Ofleiden, Erfurtshsn., Mardorf
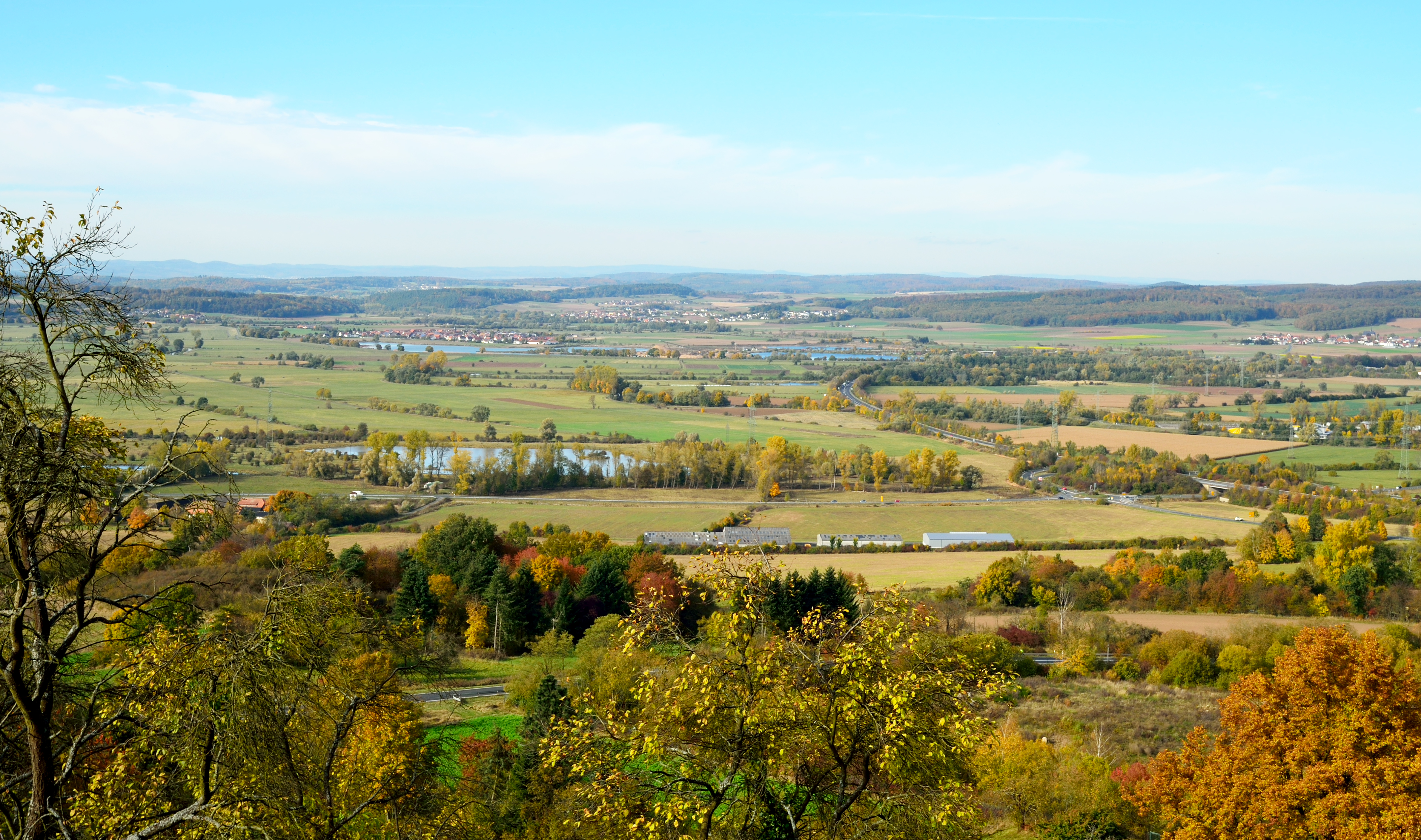
Kohlenberg, Ziegenhelle, Bollerberg halblinks die Radenhäuser Lache
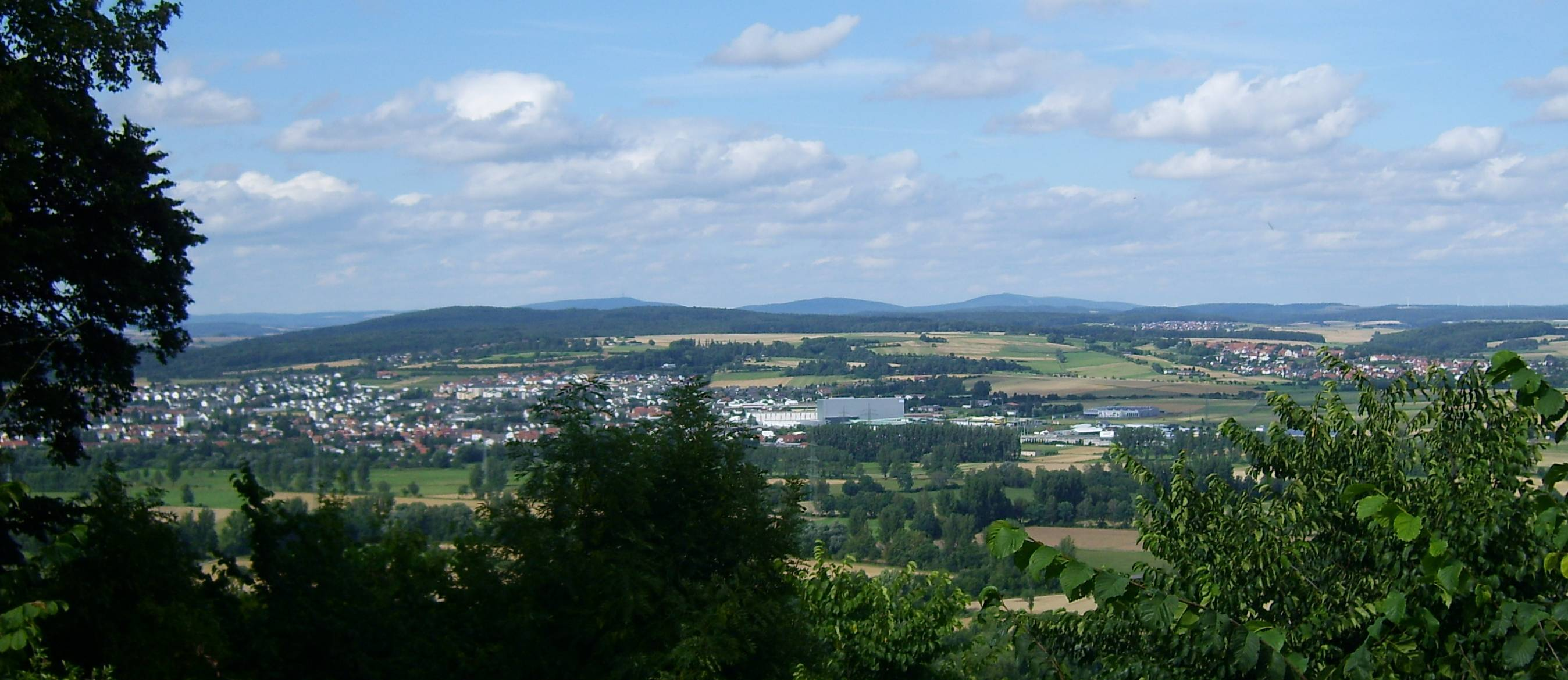
Burgholz, Hohes Lohr, Jeust, Wüstegarten, Emsdorf Kirchhain, rechts (vor Emsdorf) Langenstein